# SEXY 8 BEAT
『SEXY 8 BEAT』（セクシーエイトビート）は、モーニング娘。の8枚目のアルバムである。

## 内容
- 光井愛佳加入後で初めてのアルバムであり、また吉澤ひとみ、藤本美貴が参加するラストアルバムでもある。
- 「SEXY BOY 〜そよ風に寄り添って〜」と「Ambitious! 野心的でいいじゃん」は、紺野あさ美・小川麻琴在籍時の楽曲である。
- 2007年春のコンサートツアーのタイトルもアルバムのタイトルと同じである。
- 初回生産限定盤のDVDには、約9分の4:3収録で次の3曲が収録されている。

1. 笑顔YESヌード（Close-up Ver.）
2. Ambitious! 野心的でいいじゃん（『Hello! Project 2007 Winter 〜ワンダフルハーツ 乙女Gokoro〜』より特別収録）
3. Do it! Now（同上）

- モーニング娘。のフルアルバムでは初めての全曲が打ち込み中心となっている。
- 発売6日前の2007年3月15日に8期留学生のジュンジュンとリンリンが加入したため、2人はこのアルバムに参加していない。

## 収録曲
全作詞・作曲：つんく
1. 元気+
編曲：鈴木Daichi秀行
曲名の読みは「げんきプラス」。
つんく♂は早い段階からアルバムのオープニング曲にしようと決めていた。
2. 歩いてる（ALBUM EDIT）
編曲：鈴木Daichi秀行
31stシングルのアルバムバージョン。フェードアウトしたエンディングを含みシングル版より46秒長い。
3. 未来の太陽
編曲：平田祥一郎
4. 笑顔YESヌード（ALBUM MIX）
編曲：松井寛
32ndシングルのアルバムバージョン。演奏のアレンジ、ボーカルの音色（リバーブ等）、コーラスがシングル収録と異なる。
5. 春 ビューティフル エブリデイ
歌：亀井絵里・光井愛佳
編曲：高橋諭一
つんく♂曰く、｢歌詞を書き上げた瞬間から、亀井の顔が頭に浮かんだ｣という。
楽曲制作中に光井の加入が決まったため、2番の歌唱を光井が担当することになった。
6. SEXY BOY 〜そよ風に寄り添って〜
編曲：高橋諭一
29thシングル。
7. Ambitious! 野心的でいいじゃん
編曲：湯浅公一
30thシングル。
8. その出会いのために
歌：モーニング娘。Featuring 吉澤ひとみ
編曲：AKIRA
吉澤の卒業記念ソング。
9. シャニムニ パラダイス
歌：高橋愛・新垣里沙・藤本美貴・田中れいな
編曲：守尾崇
10. 宝の箱
歌：重ピンク、こはっピンク
編曲：鈴木俊介
重ピンク、こはっピンクによる3曲目の楽曲。
今回は「大人へ近づいている二人のリアルな曲にしてみたい」ということで制作された。
11. BE ポジティブ!
編曲：松井寛
「アルバムを〆るにはファンキーなグルーヴが必要」ということで最後に収録された。
「歩いてる」同様、生音のサックスが導入されている。

## 参加メンバー
- 4期：吉澤ひとみ
- 5期：高橋愛、紺野あさ美、小川麻琴、新垣里沙
- 6期：藤本美貴、亀井絵里、道重さゆみ、田中れいな
- 7期：久住小春
- 8期：光井愛佳

## 参加ミュージシャン
- 鈴木daichi秀行 - プログラミング&ギター(1,2)
- 竹内浩明 - コーラス(1,2,3,4,6,7,10,11)
- 竹上良成 - テナーサックス(2)
- つんく♂ - コーラス(2,4,6,9,10,11)
- 平田祥一郎 - プログラミング(3)
- 松井寛 - プログラミング(4,11)、キーボード(4)
- 是永巧一 - ギター(4,11)
- 高橋諭一 - プログラミング&ギター(5,6)
- CHINO - コーラス(5,9)
- 湯浅公一 - プログラミング(7)
- こーじ - ギター(7,9)
- AKIRA - プログラミング(8)
- 守雄崇 - プログラミング(9)
- 鈴木俊介 - プログラミング&ギター(10)
- 鈴木昭男 - サックス(11)